# Фюрт (Гессен)
Фюрт (нім. Fürth) — громада в Німеччині, знаходиться в землі Гессен. Підпорядковується адміністративному округу Дармштадт. Входить до складу району Бергштрасе.
Площа — 38,41 км2. Населення становить 10 586 ос. (станом на 31 грудня 2020).